# Arby kyrka
Arby kyrka är en kyrkobyggnad i Arby beläget två mil sydväst om Kalmar. Den har alltsedan medeltiden varit sockenkyrka i Arby socken och därefter församlingskyrka i Arby-Hagby församling.

## Kyrkobyggnaden

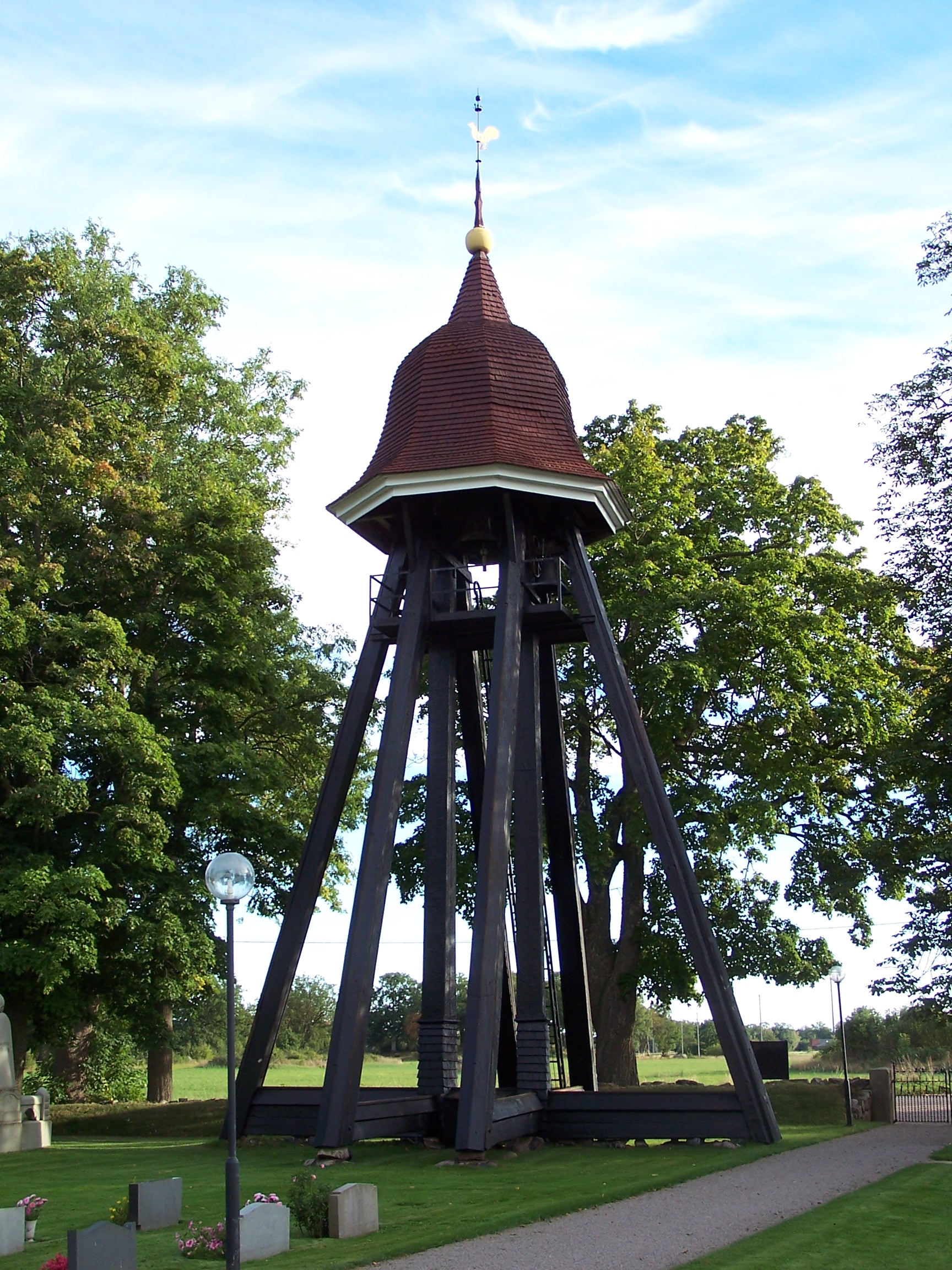
Klockstapeln

År 1973 påträffades ett runstensfragment av ölandskalksten (FV 1974 s 209) i Arby kyrka. Runstenen som är från 1000-talets andra hälft låter berätta att kristendomen redan vid den tiden nått bygden.
Den första kyrkan har förmodligen varit en enkel träkyrka som uppfördes i 1100-talets början. Denna ersattes successivt under 1200-talet av en romansk stenkyrka. I dess första skede byggdes nuvarande kyrkans kor i öster. I nästa revs den äldre kyrkans långhus och ersattes av ett nytt, rektangulärt långhus i sten. Slutligen i tredje skedet uppfördes ett torn i väster. Enligt en ritning av Petrus Frigelius från 1747 hade dåvarande tornet två spiror.
Kyrkan har genomgått flera ombyggnader och renoveringar under årens lopp. Spirorna revs 1770–1772 och tornkammaren införlivades med långhuset. Under 1820-talet ägde en större ombyggnad rum. Kyrkan restaurerades 1971–72, varvid byggnadsarkeologiska och arkeologiska undersökningar ägde rum. Den nuvarande kyrkan består av ett långhus med kor och inbyggd absid, samt ett brett vapenhus i väster som tidigare varit tornbyggnadens nedre del. Sakristian från 1300-talet är belägen på norra sidan i anslutning till koret.
Interiören präglas delvis av de ombyggnader som skett vid olika tidsepoker. Över kyrkorummet välver sig ett tunnvalv. Koret avskiljes genom en triumfbåge, liksom den inbyggda absiden där altaret har sin plats. På absidens murar finns två, något utbroderade konsekrationskors.
Kyrkklockorna är upphängda i en öppen klockstapel av klockbockstyp med hjälmformad huv försedd med en mindre spira.

## Inventarier
- Dopfunt från 1200-talets senare del.
- Krucifix från sydskandinavisk verkstad, 1200-talets andra hälft.
- Altaruppsats utförd av Jonas Berggren 1770.
- Altarring med svarvade balusterdockor med öppning i mitten.
- Pietà skänkt till kyrkan av konstnären Ebba Pauli Rappe. Piétan är sannolikt utförd i Bayern omkring år 1600.[4]
- Predikstol i rokoko med ljudtak och med uppgång från sakristian.
- Sluten bänkinredning.
- Orgelläktare med utsvängt mittstycke prydd med en lyra.

## Bildgalleri

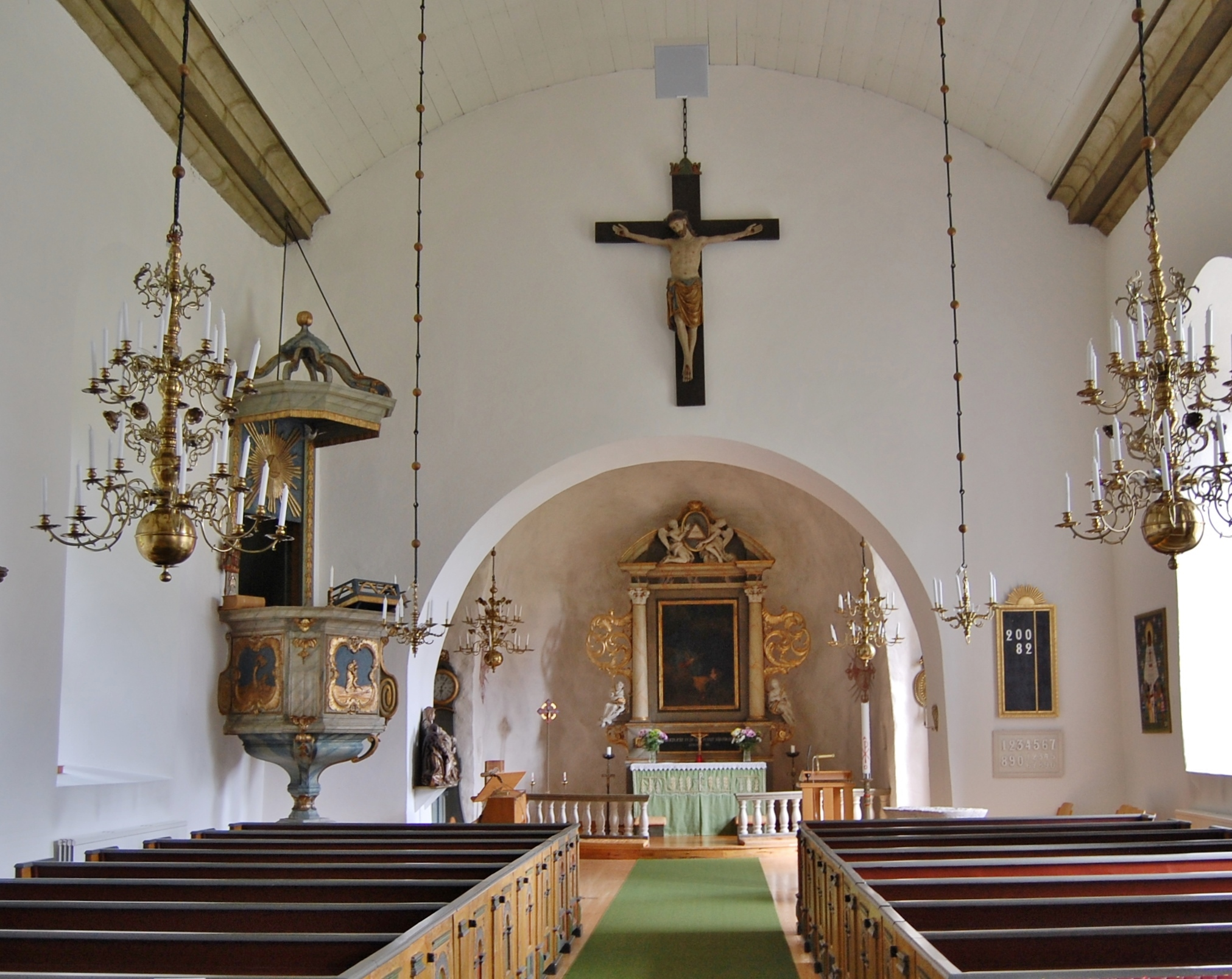
Interiör mot öster
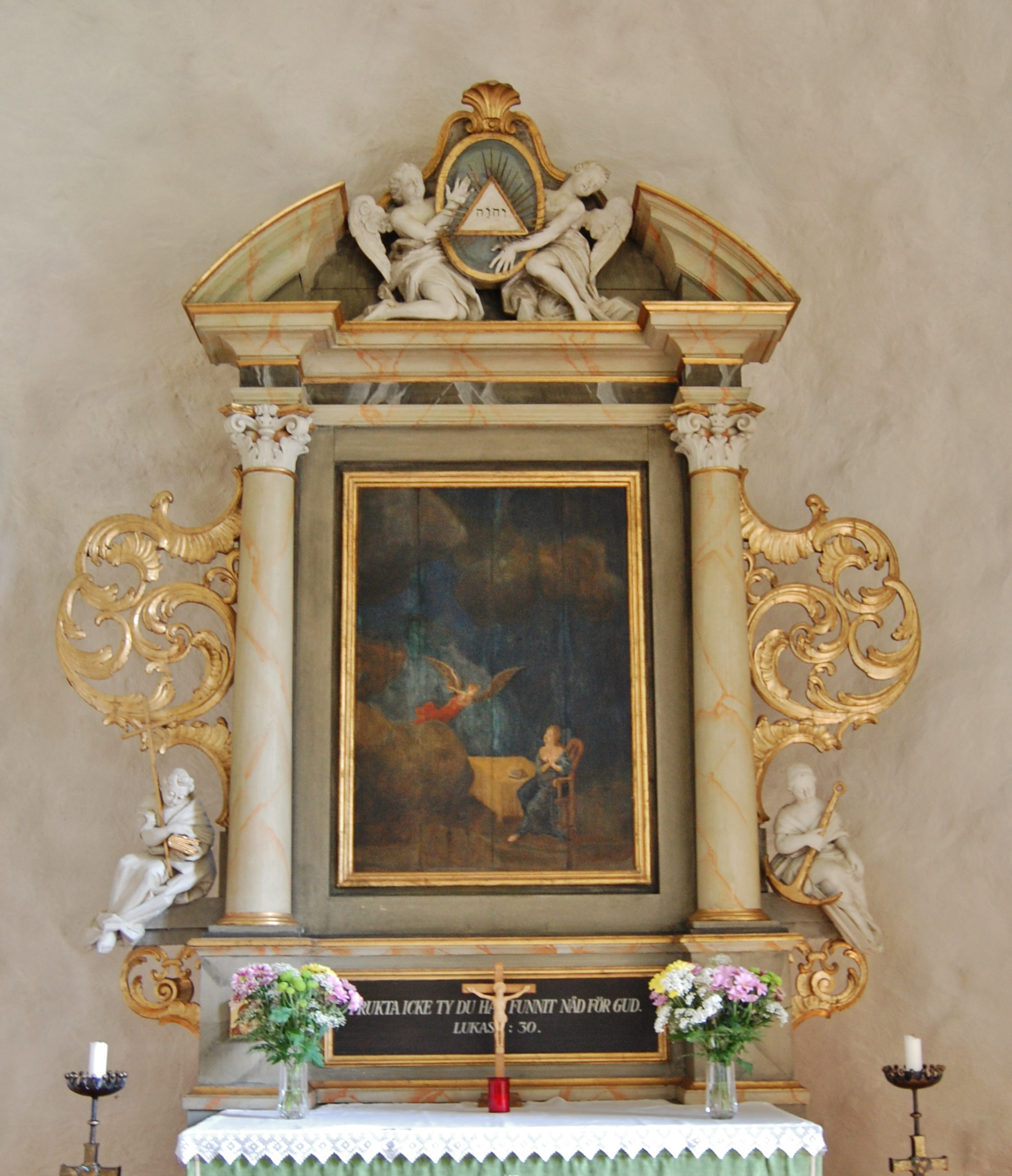
Altaruppsats av Jonas Berggren 1770
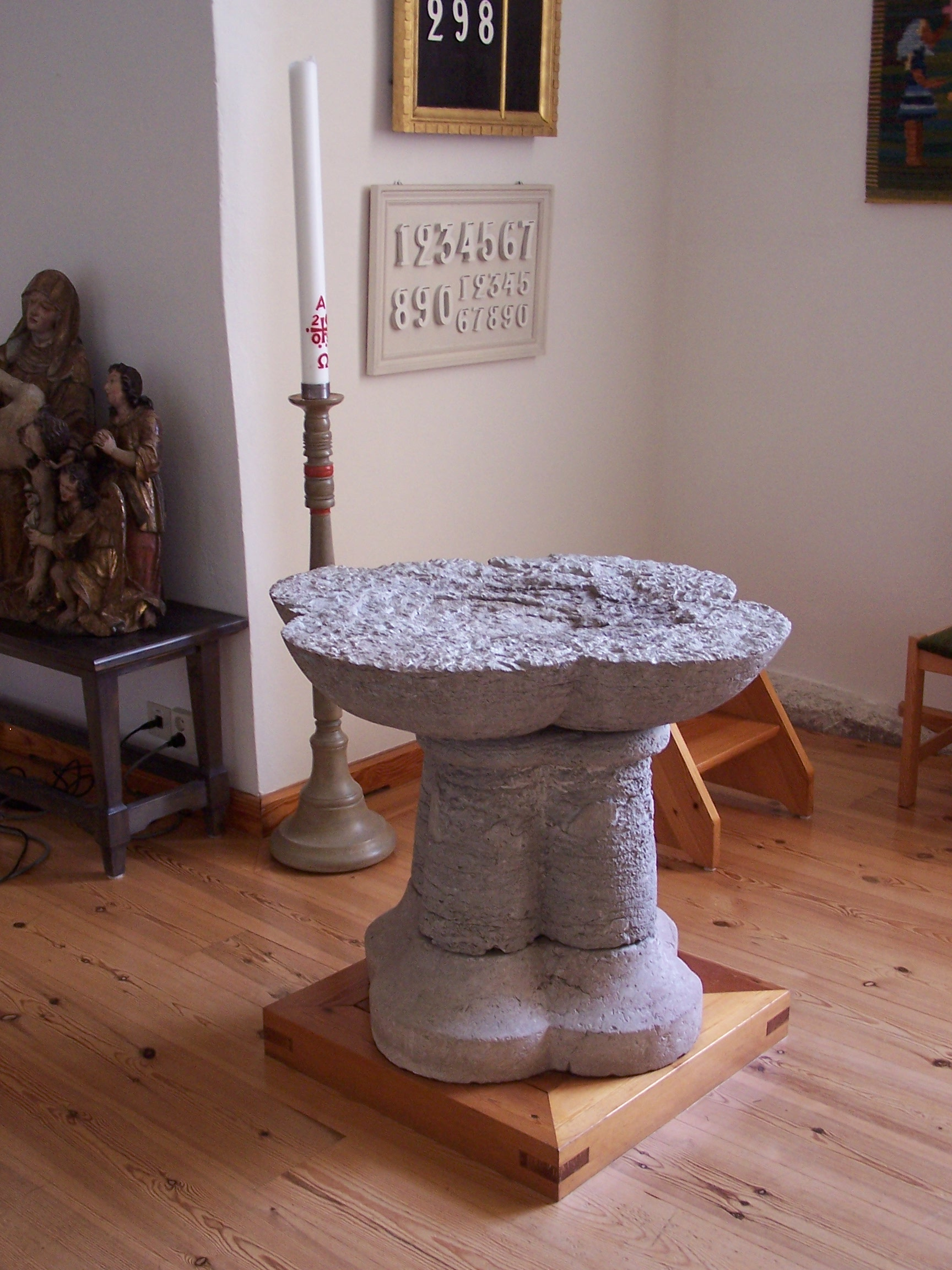
Dopfunt 1200-talet
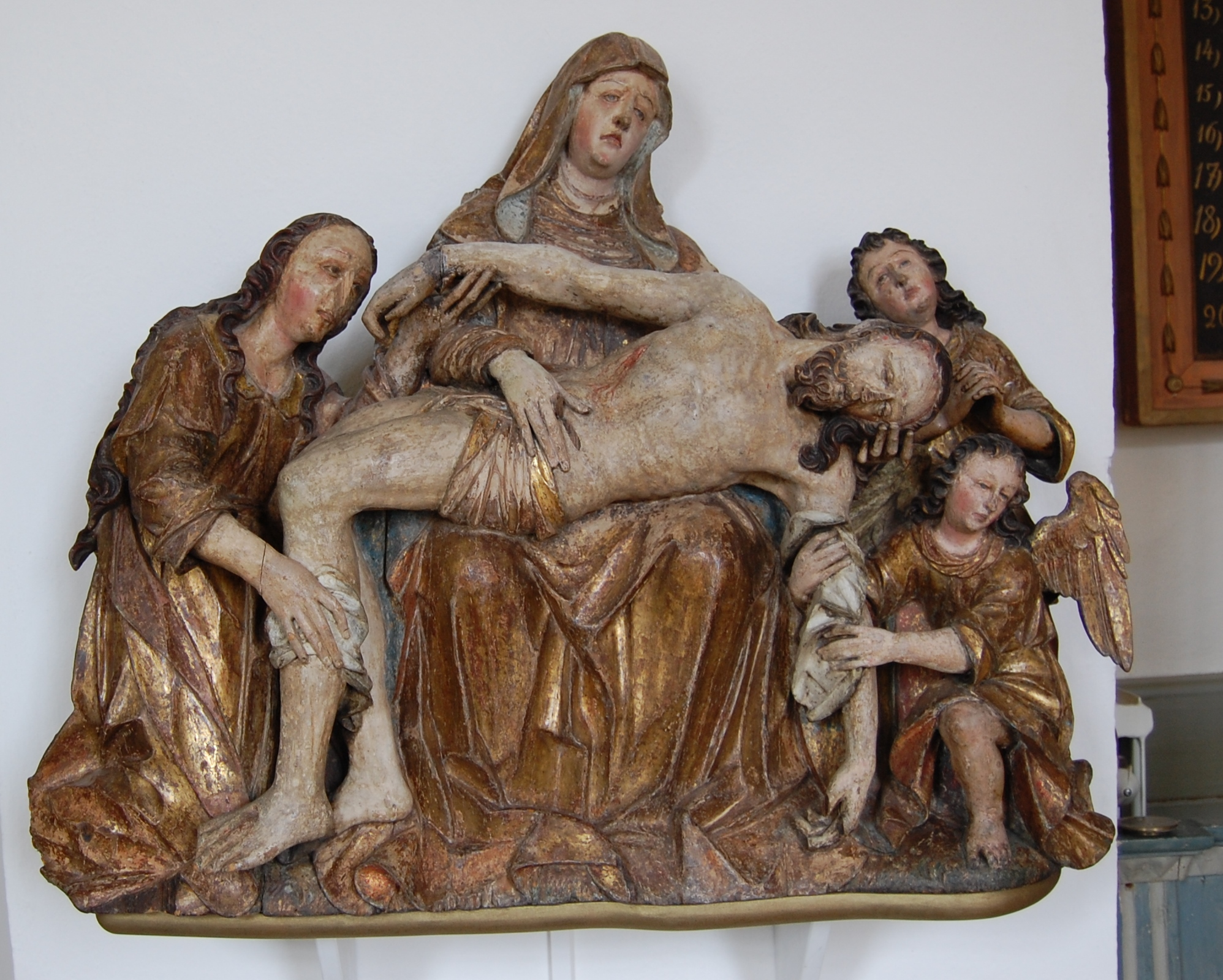
Pietá från 1600-talet
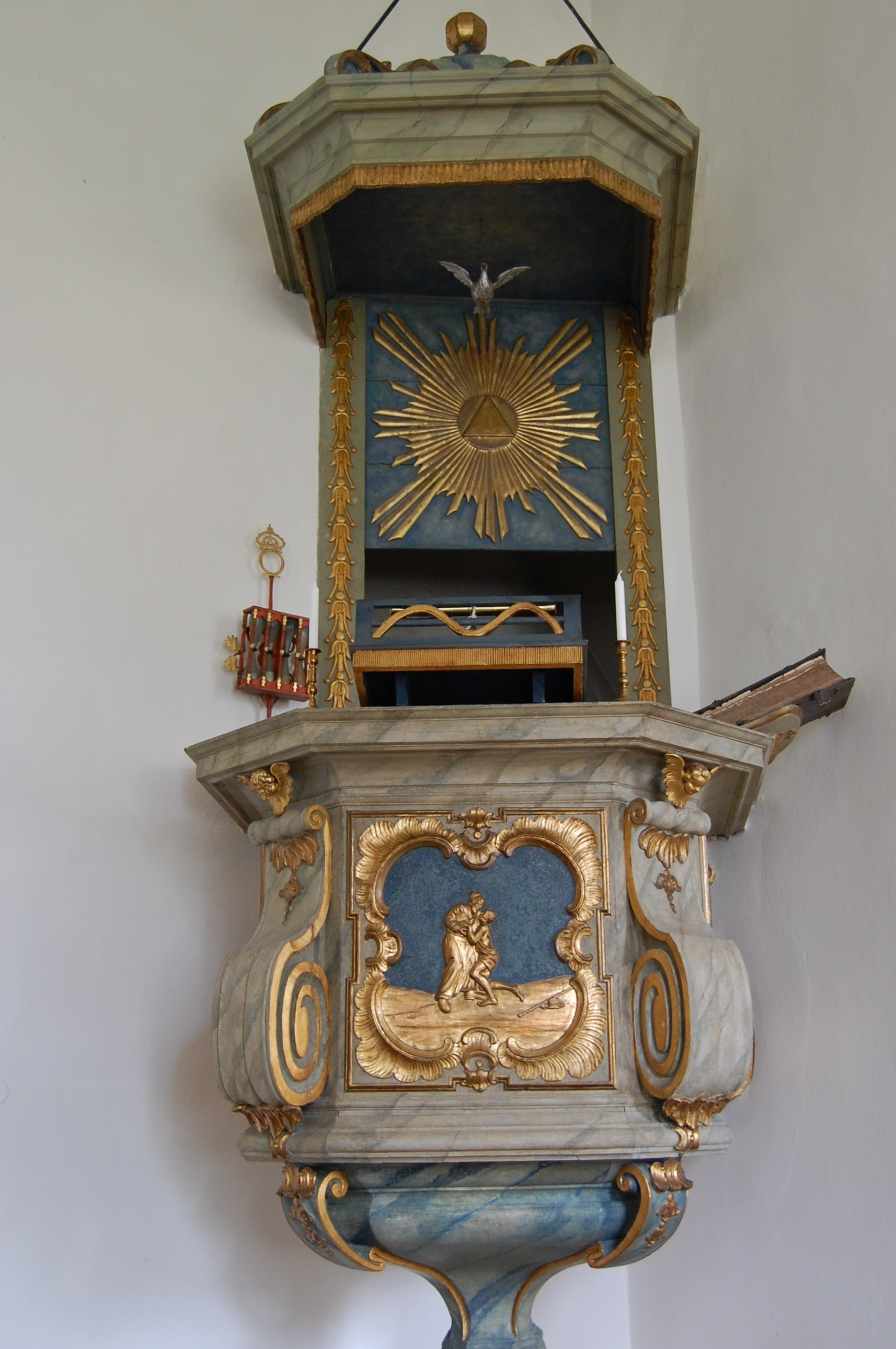
Predikstol i rokoko utförd 1770 av Jonas Berggren
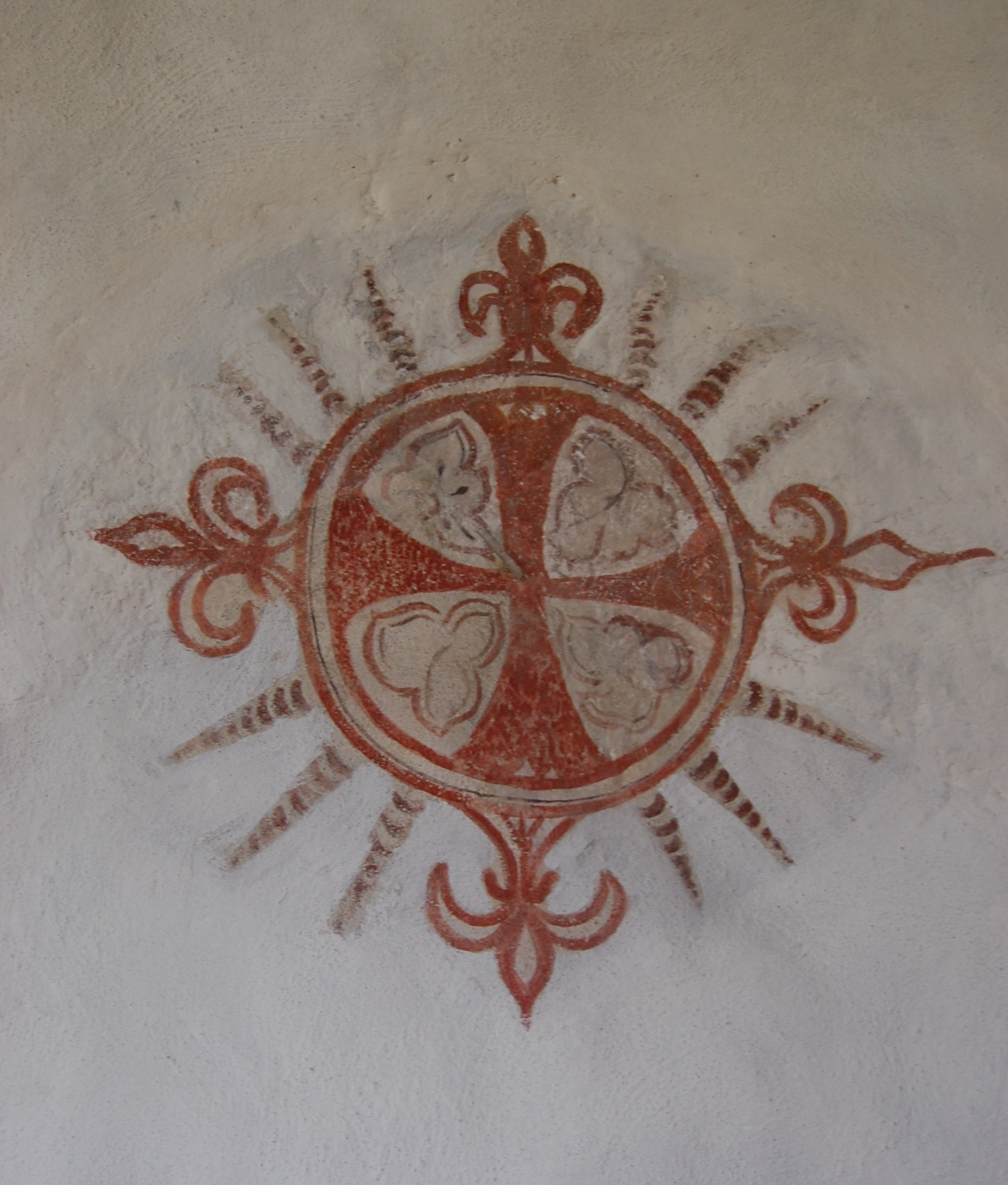
Konsekrationskors i absiden
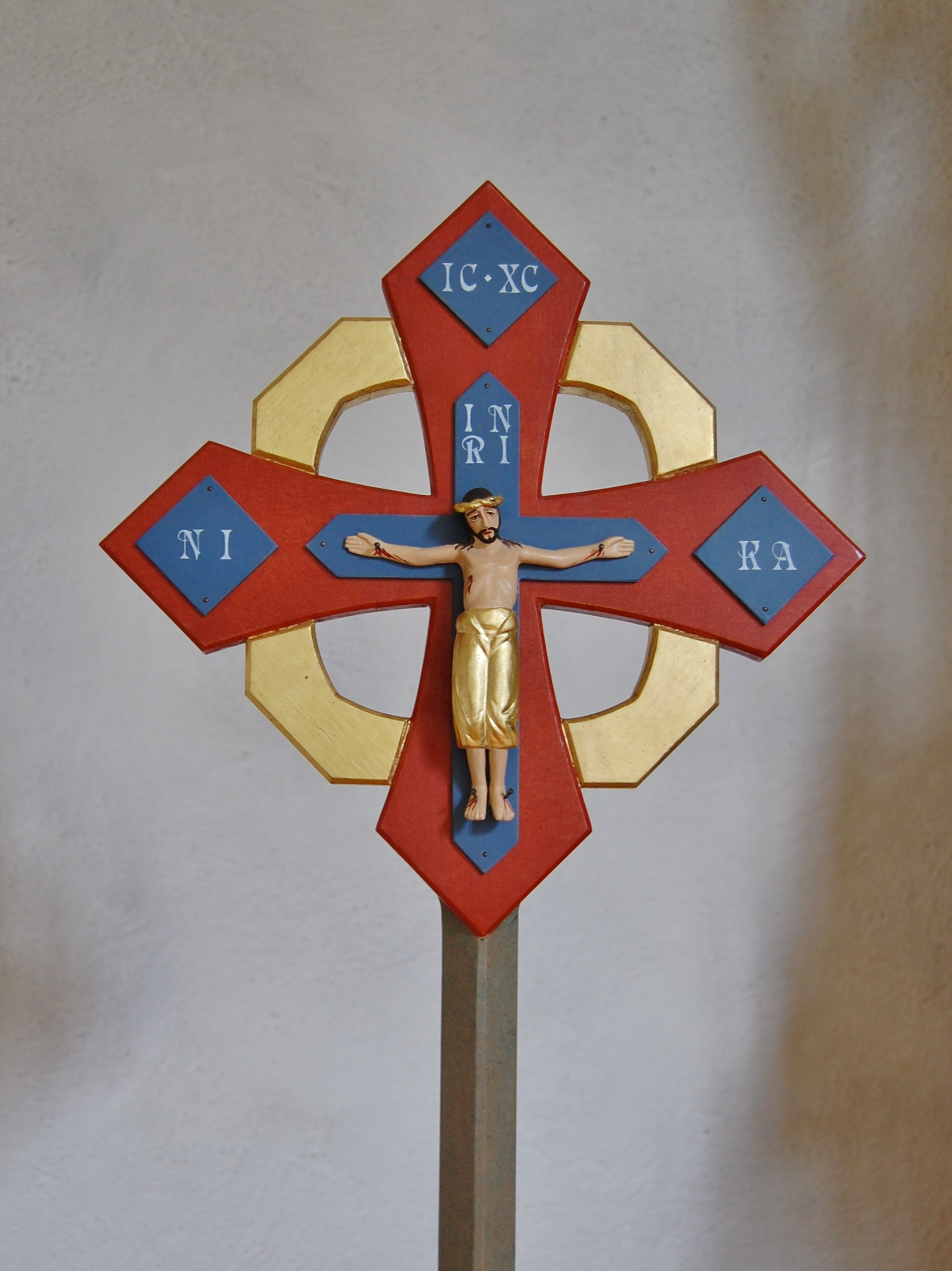
Processionskrucifix
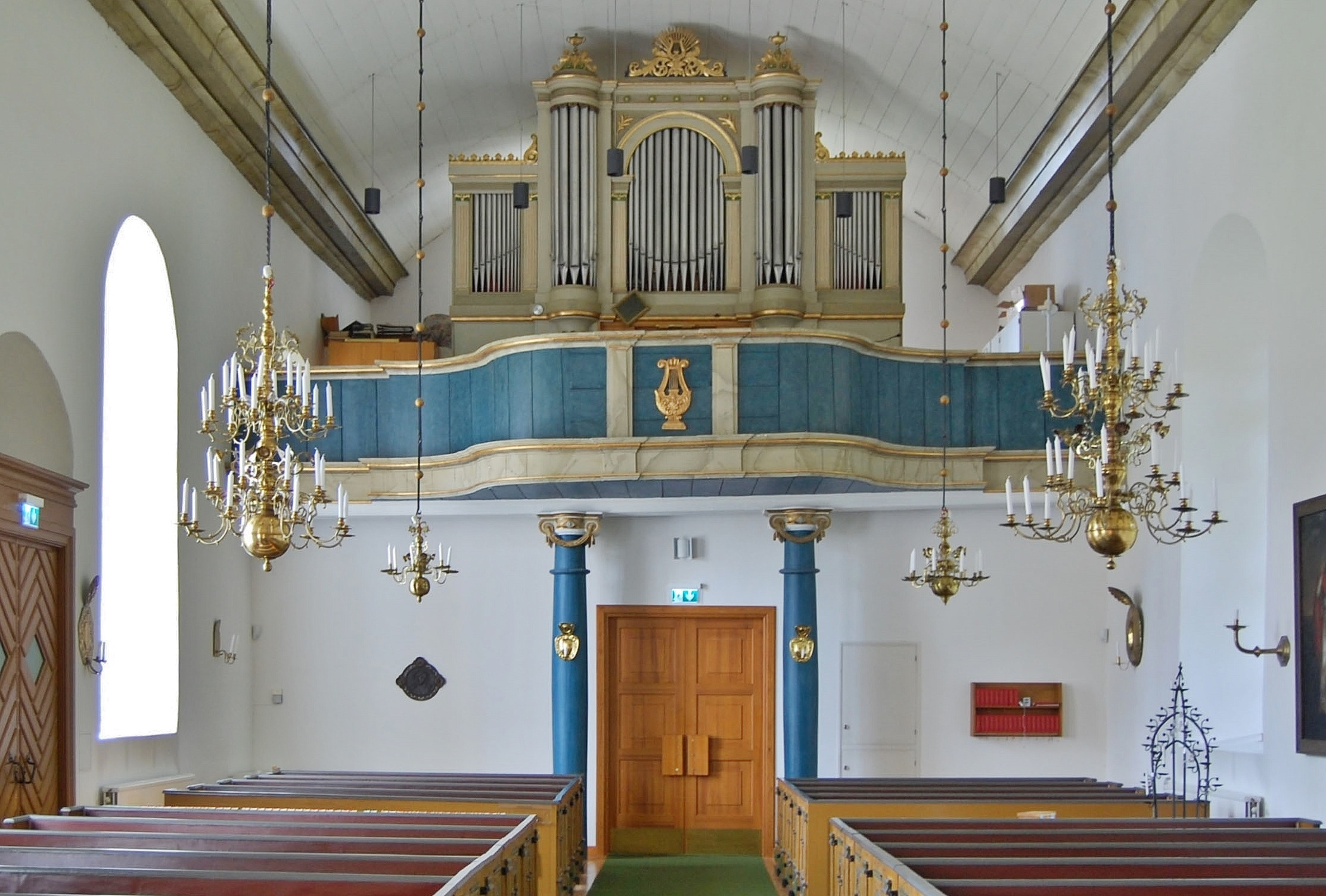
Kyrkorummet med orgelläktaren

## Orgel

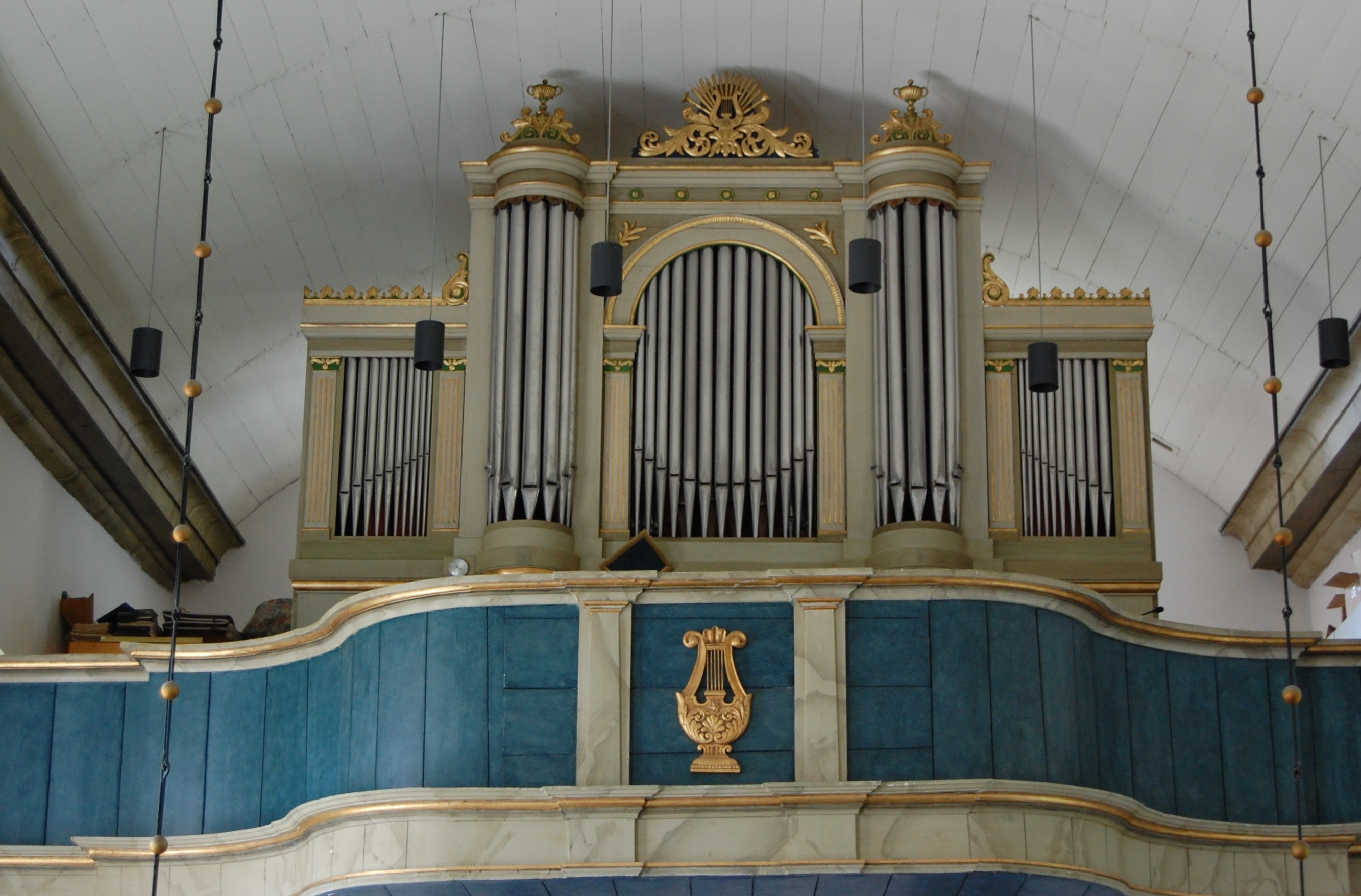
Läktarorgeln

- 1852: Orgelbyggare Carl August Johansson & bygdeorgelbyggare Johannes Magnusson, Lemnhult, byggde en piporgel med 11 stämmor.
- 1904: Ombyggnad av Johannes Magnusson till sju orgelstämmor på en manual och pedal.
- 1955: Frederiksborg Orgelbyggeri byggde om orgeln bakom 1852 års fasad. Den fick därvid sjutton stämmor på två manualer och pedal, mekanisk traktur och registratur.

### Disposition 1973
| Huvudverk I    | Svällverk II      | Pedal            | Koppel |
| Principal 8'   | Gedackt 8'        | Subbas 16'       | II/I   |
| Rörflöjt 8'    | Spetsgamba 8'     | Oktava 8'        | I/P    |
| Oktava 4’      | Koppelflöjt 4'    | Gedacktpommer 4’ | II/P   |
| Waldflöjt 2’   | Principal 2'      | Fagott 16’       |        |
| Mixtur V chor. | Sifflöjt 1 1/3’   |                  |        |
| Rankett 16’    | Scharff III chor  |                  |        |
|                | Dulcian 8’        |                  |        |
|                | Tremulant         |                  |        |
|                | Crescendosvällare |                  |        |

- Scharff  III chor är inte med i boken Inventarium över Svenska orglar.

## Andra byggnader
På kyrkogården finns en medeltida bod byggd av sten.